# Marc Carel Schurr
Marc Carel Schurr (* 1965 in Geislingen an der Steige) ist ein deutscher Kunsthistoriker und Hochschullehrer.
Nach einem Studium der Kunstgeschichte, Musikwissenschaft und Romanischen Philologie an der Universität Tübingen folgte 2001 die Promotion bei Peter Kurmann im Fach Kunstgeschichte an der Universität Freiburg in der Schweiz. Dort wurde er anschließend Wissenschaftlicher Mitarbeiter bei einem vom Schweizerischen Nationalfonds geförderten Projekt zur Erforschung der gotischen Baukunst in Europa. Dieser Thematik folgend habilitierte Schurr 2005 zum Thema Gotische Architektur im mittleren Europa 1220–1340. Von 2006 bis 2010 war er als Privatdozent an den Universitäten in Freiburg (Schweiz), Tübingen und Bern sowie an der ETH Zürich tätig. Von 2008 bis 2009 war Schurr zusätzlich Gastprofessor am Institut für Kunstgeschichte der Universität Wien, bevor er im Sommer 2010 eine ordentliche Professur für Kunstgeschichte des Mittelalters an der Universität Grenoble erhielt. 2012 folgte Schurr dem Ruf auf eine Professur an der Universität Straßburg. Von 2013 bis 2022 war er Präsident der Société des amis de la cathédrale de Strasbourg. 2022 übernahm er die neu eingerichtete Professur für Architekturgeschichte und Bauforschung an der Universität Trier.
Seine Forschungsschwerpunkte liegen auf Kunst und Architektur des 13. bis zum frühen 16. Jahrhundert in Deutschland, Böhmen, Frankreich und Italien, wobei er sich unter anderem den Bauwerken der Baumeisterfamilie Parler gewidmet hat sowie der Thematik des Kulturtransfers zwischen dem deutschen und französischen Sprachraum im Mittelalter.

## Schriften
- Die Baukunst Peter Parlers. Der Prager Veitsdom, das Heiligkreuzmünster in Schwäbisch Gmünd und die Bartholomäuskirche zu Kolin im Spannungsfeld von Kunst und Geschichte. Ostfildern 2003.
- Gotische Architektur im mittleren Europa 1220–1340. Von Metz bis Wien. München/Berlin 2007.
- Die Münster von Freiburg i. Üe., Strassburg und Bern im Spiegel der europäischen Baukunst um 1400 – Gedanken zur Legende der Junker von Prag. In: Zeitschrift für Schweizerische Archäologie und Kunstgeschichte. 61 (2004), S. 95–116.
- Peter Parler, son architecture et ses rapports avec la cathédrale de Strasbourg. In: Bulletin de la Cathédrale de Strasbourg. XXVII (2006), S. 113–128.
- Symbolhafter Verweis oder Experimentierfeld des Architekten? – Die Skulpturenbaldachine im Langhaus des Freiburger Münsters. In: C. Kratzke, Uwe Albrecht (Hrsg.): Mikroarchitektur im Mittelalter. Ein gattungsübergreifendes Phänomen zwischen Realität und Imagination. Leipzig 2008, S. 119–133.
- Kopie, Zitat, Mode – Die Pariser Sainte-Chapelle und die Rezeption der Gotik in Deutschland. In: Wolfgang Augustyn, Ulrich Söding (Hrsg.): Original – Kopie – Zitat. München 2010, ISBN 978-3-86328-101-4, S. 37–49.
- Möglichkeiten und Grenzen der Formanalyse (bei Liebfrauen). In: Liebfrauenkirche in Trier, Architektur und Ausstattung von der Gotik bis zur Gegenwart. Hrsg. von Andreas Tacke, Stefan Heinz mit Aufnahmen von Rita Heyen. Petersberg  2016, S. 41–49.